# Sarduszkowate
Sarduszkowate (Prolagidae) – wymarła monotypowa rodzina ssaków łożyskowych z rzędu zajęczaków (Lagomorpha). Takson ten, jako Prolaginae była dawniej uważana za podrodzinę szczekuszkowatych (Ochotonidae).

## Systematyka

### Etymologia
- Anoema: gr. negatywny przedrostek α a; νόημα nōema „percepcja”[8]. Gatunek typowy: Aenoma aeningensis König, 1825; młodszy homonim Aneoma Cuvier, 1809 (Caviidae).
- Prolagus: gr. προ pro „blisko, podobny”; λαγoς lagos „zając”[9].
- Archaeomys: gr. άρχαιος arkhaios „prymitywny, archaiczny”; μυς mus, μυος muos „mysz”[10]. Gatunek typowy:
- Myolagus: gr. μυς mus, μυος muos „mysz”; λαγoς lagos „zając”[11]. Gatunek typowy: Lagomys sardus Wagner, 1829.

### Podział systematyczny
Rodzaj sarduszka (Prolagus) zawiera w większości gatunki prehistoryczne. Tylko jeden, P. sardus, przetrwał do czasów historycznych.

- Prolagus aguilari López Martínez, 1997
- Prolagus apricenicus Mazza, 1987
- Prolagus bilobus Heller, 1936
- Prolagus calpensis Forsyth Major, 1905
- Prolagus caucasicus (Averyanov & Tesakov, 1998
- Prolagus crusafonti López Martínez, 1975
- Prolagus depereti López Martínez, 1975
- Prolagus elsanus (Forsyth Major, 1875)
- Prolagus figaro López Martínez, 1975
- Prolagus ibericus López Martínez, 1975
- Prolagus imperialis Mazza, 1987
- Prolagus italicus Angelone, 2008
- Prolagus latiuncinatus Angelone & Čermák, 2015
- Prolagus lopezmartinezae Hordijk & Van der Meulen, 2010
- Prolagus major López Martínez, 1977
- Prolagus michauxi López Martínez, 1975
- Prolagus migrans Şen & Geraads, 2023
- Prolagus oeningensis (König, 1825)
- Prolagus pannonicus Angelone & Čermák, 2015
- Prolagus praevasconiensis Ringeade, 1978
- Prolagus sardus (J.A, Wagner, 1829) – sarduszka bezogonowa
- Prolagus savagei Berzi, 1967
- Prolagus schnaitheimensis Tobien, 1975
- Prolagus sorbinii Masini, 1989
- Prolagus tobieni López Martínez, 1977
- Prolagus vargasensis Hordijk & Van der Meulen, 2010
- Prolagus vasconiensis Viret, 1930
- Prolagus zitteli Wittich, 1902

## Dodatkowe przypisy Paleobiology Database
1. L. Ginsburg. Le plus ancien morse du Monde. „Bulletin du Museum National d’Histoire Naturelle”. 41 (4), s. 995-998, 1969. [M. Uhen/M. Uhen/M. Uhen]
Paleobiology Database: Pontigne 2 (Miocene of France) (les Buissonneaux)
2. M. T. Antunes, P. Mein. Vertébrés du miocène moyen de amor (Leiria) – importance stratigraphique. „Ciências da Terra”. 6, s. 169-188, 1981.  [J. Mueller/T. Liebrecht/T. Liebrecht]
Paleobiology Database: Amor, point 1 ("premiere gisement" of Zbyszewski)", Amor, points 2 to 5 (Miocene of Portugal)
3. E. Buffetaut, F. Crouzel, F. Juillard, F. Stigliani. Le crocodilien longirostre Gavialosuchus dans le Miocene moyen de Polastron (Gers, France). „Geobios”. 17 (1), s. 113-117, 1984. [P. Mannion/P. Mannion]
Paleobiology Database: Polastron (Miocene of France)
4. M. Hoyos, M.A. Garcia del Cura, S. Ordonyez Martinez. Caracteristicas geologicas de yacimiento de los Valles de Fuentiduenya (Segovia). „Estudios Geologicos”. 37, s. 345-351, 1981. [A. Turner/H. O’Regan/H. O’Regan]
Paleobiology Database: Nivel X-Fisura, Nivel X, Nivel Y, Los Valles de Fuentiduenya (Segovia) (Miocene of Spain)
5. C. Sese Benito, N. Lopez Martinez. Los micromammiferos (insectivora, rodentia y lagomorpha) de Vallesiense inferior de Los Valles de Fuentidueña (Segovia, España). „Estudios Geologicos”. 37, s. 369-381, 1981. [A. Turner/H. O’Regan/H. O’Regan]
Paleobiology Database: Nivel X-Fisura, Nivel X, Nivel Y, Los Valles de Fuentiduenya (Segovia) (Miocene of Spain)
6. K. Heissig. Neue Ergebnisse zur Stratigraphie der mittleren Serie der Oberen Süßwassermolasse Bayerns (New results on the stratigraphy of the middle series of upper Freshwater Molasse, Bavaria). „Geologica Bavarica”. 94, s. 239-257, 1989. [J. Alroy/S. Kuemmell/S. Kuemmell]
Paleobiology Database: Ziemetshausen 1b, 1a (Miocene of Germany)
7. L. Abbazzi, C. Angelone, M. Arca, G. Barisone, C. Bedetti, M. Delfino, T. Kotsakis, F. Marcolini, M.R. Palombo, M. Pavia, P. Piras, L. Rook, D. Torre, C. Tuveri, A.M. F. Valli and B. Wilkens. Plio-Pleistocene fossil vertebrates of Monte Tuttavista (Orosei, Eastern Sardinia, Italy), an overview. „Rivista Italiana di Paleontologia e Stratigrafia”. 110 (3), s. 681-706, 2004. [A. Turner/H. O’Regan/H. O’Regan]
Paleobiology Database: Fissure 7, Blocco Strada Quarry (VII bl. St.),Fissure 7, Mustelide Quarry (VII Mustelide),Fissure 6, Quarry 3 (VI 3),Fissure 10, Ghiro Quarry (X Ghiro) (Pliocene of Italy),Fissure 11, Antilope Quarry,  (XI antilope),Fissure 6, Banco 6 Quarry,  (VI Banco 6),Fissure 7, Quarry 2,  (VII 2),Fissure 10, 3 Uccelli Quarry, (X 3 uccelli),Fissure 11, canide Quarry, (XI canide),Fissure 9, Prolagus Quarry, (IX Prolagus),Fissure 11, dic.2001, (XI dic.2001),Fissure 11, Quarry 3, (XI 3),Fissure 11, Rondone Quarry, (XI rondone),Fissure 4, Quarry 5 Prolagus, (IV 5 prol.),Fissure 4, Quarry 20, (IV 20) (Pleistocene of Italy)
8. L. Ginsburg, M. Bonneau. La succession des faunes de mammiferes miocenes de Pontigne (Maine-et-Loire, France). „Bulletin de Musee national Histoire naturell”. 4 (2-4), s. 313-328, 1995. [M. Uhen/M. Uhen]Paleobiology Database: [https://paleobiodb.org/cgi-bin/bridge.pl?a=basicCollectionSearch&collection_no=148396 Pontigne 4 (marine) (Miocene of France) (les Buissoneaux)
9. R. Böttcher, E.P.J. Heizmann, M. W Rasser, R. Ziegler. Biostratigraphy and palaeoecology of a Middle Miocene (Karpathian, MN 5) fauna from the northern margin of the North Alpine Foreland Basin (Oggenhausen 2, SW' Germany). „Neues Jahrbuch für Geologie und Paläontologie, Abhandlungen”. 254 (1/2), s. 237-260, 2009. [J. Mueller/T. Liebrecht]
Paleobiology Database: Oggenhausen 2 (Miocene of Germany)
10. Additional contributors to utilized records of Paleobiology Database (authorizers supplying these records) include Johannes Mueller, Philip Mannion, Mark Uhen, John Alroy, Alan Turner.